# Декларация о государственном суверенитете Башкирской Советской Социалистической Республики
Декларация о государственном суверенитете Башкирской Советской Социалистической Республики (баш. Башҡорт ССР-ының дәүләт суверенитеты тураһында декларация) — декларация, согласно которой Башкирская Автономная Советская Социалистическая Республика была преобразована в Башкирскую Советскую Социалистическую Республику, а затем и в Республику Башкортостан. Декларация была принята 11 октября 1990 года на III сессии Верховного Совета Башкирской АССР.

## История принятия декларации
12 июня 1990 года съезд народных депутатов РСФСР принял Декларацию о государственном суверенитете Российской Советской Федеративной Социалистической Республики. Данная Декларация, а также Законы СССР «О разграничении полномочий между Союзом ССР и субъектами Федерации», «Об основах экономических отношений Союза ССР, союзных и автономных республик» явились юридической основой
для разработки и принятия Декларации о государственном суверенитете Башкирской республики.
С началом работы комиссии Верховного Совета БАССР, которая занялась подготовкой проекта Декларации о государственном суверенитете Башкирской ССР, в республике развернулась дискуссия о месте Башкирской ССР в Союзе ССР и Российской Федерации. В ходе разработки текста Декларации обозначились два центра — в Верховном Совете Башкирской АССР и Совете Министров Башкирской АССР. В конце июля 1990 года были разработаны два проекта Декларации, которые 2 августа 1990 года были направлены народным депутатам СССР, РСФСР и БАССР для изучения и представления своих предложений.
10 августа 1990 года несколько проектов Декларации были опубликованы на страницах республиканских газет для всенародного обсуждения, среди которых был также проект подготовленный учёными-юристами Л. Ш. Гумеровой, 3. И. Еникеевым, А. Н. Тимониным и Ф. 3. Юсуповым.
12 августа 1990 года в Уфе состоялся митинг, на котором выступил Председатель Верховного Совета РСФСР Б. Н. Ельцин, заявивший следующее:

«…мы не допустим ошибок союзного руководства, которое три года назад при предложении союзных республик дать им самостоятельность отказало им и этим создало национальное напряжение. Мы говорим народу Башкирии, Верховному Совету: возьмите ту долю власти, которую сами можете проглотить. И мы согласимся с этой волей, Верховный Совет России не будет ни в коем случае препятствовать. Если вы решите: недра, богатство, земля — это собственность Башкирии, значит, так оно и будет»— Газета «Вечерняя Уфа» от 14 августа 1990 года

В августе 1990 года в Стерлитамаке состоялся митинг, на котором также выступил Б. Н. Ельцин:
«Мы говорим народам Башкирии, мы говорим Верховному Совету, Правительству Башкирии: возьмите ту долю власти, которую сами сможете проглотить... Если Вы решите: и недра, и богатства, земля Башкирии — это собственность народов Башкирии, значит, так оно и будет... Нефть и газ Башкирии принадлежат ей, и только она вправе распоряжаться своими богатствами. Хватит, достаточно Вас грабили! ...Если Башкирия заявит о своем суверенитете, мы будем уважать  этот суверенитет.»
11 октября 1990 года на III сессии Верховного Совета Башкирской АССР состоялось принятие Декларации о государственном суверенитете республики.

## Описание
Декларация о государственном суверенитете состоит из преамбулы и 10 пунктов.
Верховный Совет республики, провозглашая государственный суверенитет Башкирии на всей её территории в пределах существующих границ, преобразовал Башкирскую Автономную Советскую Социалистическую Республику в Башкирскую Советскую Социалистическую Республику (Башкирская ССР) — Башкортостан.
Данная Декларация объявляет землю, недра, природные богатства и ресурсы, экономический и научно-технический потенциал собственностью многонационального народа республики; определяет договорный характер отношений республики с Российской Федерацией; устанавливает, что Башкирия содействует удовлетворению национально-культурных потребностей лиц башкирской национальности, проживающих за пределами республики; провозглашает принципы строительства правового государства.

## Значение
На основе Декларации о государственном суверенитете, 24 декабря 1993 года была принята Конституция Республики Башкортостан. Основные положения Декларации закреплены Законами Республики Башкортостан.
Также на основе Декларации о государственном суверенитете республики, 31 марта 1992 года был подписан Федеративный договор с приложением к нему от Республики Башкортостан. Затем, 3 августа 1994 года, состоялось подписание Договора Башкортостана с Российской Федерацией о разграничении предметов ведения и полномочий.

## Государственный праздник
11 октября в Башкортостане отмечается государственный праздник День Республики — День принятия Декларации о государственном суверенитете республики. Праздник введен в действие постановлением Верховного Совета Республики Башкортостан от 27 февраля 1992 года. 